# Ældreministeriet
Ældreministeriet är ett ministerium i Danmark som ansvarar för människor får en god ålderdom.
Ministeriet bildades 29 augusti 2024 som del av en regeringsombildning. Det hade tidigare varit en del av Social-, Bolig- og Ældreministeriet som då delades upp i Social- og Boligministeriet och Ældreministeriet. Mette Kierkgaard hade haft posten som äldreminister sedan 2022 och fortsatte på posten.